# Djohong
Djohong è un comune del Camerun, che fa parte del dipartimento di Mbéré nella regione di Adamaoua.